# Seriphidium kasakorum
Seriphidium kasakorum là một loài thực vật có hoa trong họ Cúc. Loài này được (Krasch.) K.Bremer & Humphries miêu tả khoa học đầu tiên năm 1993.